# Acetanilida
La acetanilida es una sustancia química sólida con apariencia de hojuelas o copos y con un olor característico. También llamada N-fenilacetamida, antiguamente se le conocía por el nombre de marca, antifebrin.[cita requerida]

## Formación
La acetanilida puede producirse haciendo reaccionar cloruro de fenilamonio o anilina con anhídrido acético.[cita requerida]

## Propiedades
Este compuesto es levemente soluble si se calienta, y es inflamable. Tiene la capacidad de autoinflamarse si alcanza una temperatura mayor a 400 °C; de lo contrario, es estable bajo la mayoría de condiciones. Los cristales puros son de color blanco.[cita requerida]

## Aplicaciones
La acetanilida se usa como inhibidor en el peróxido de hidrógeno y para estabilizar barnices de éster de celulosa. También se han encontrado usos en la intermediación como acelerador de la síntesis del caucho, tintes y síntesis intermedia de tinte y síntesis de alcanfor. La acetanilida se utilizó como precursora en la síntesis de la penicilina y de otros medicamentos y sus intermedios.[cita requerida]
Es el fármaco madre de los derivados para-aminofenol (fenacetina, acetaminofen). La acetanilida tiene propiedades analgésicas y de reducción de fiebre; pertenece a la misma clase de fármacos que el acetaminofen (paracetamol). Con el nombre acetanilida, figuraba antiguamente en la fórmula de varios medicamentos específicos y sobre drogas de venta libre. En 1948, Julius Axelrod y Bernard Brodie descubrieron que la acetanilida es mucho más tóxica en estas aplicaciones que otros fármacos, pues causa Metahemoglobinemia y, en última instancia, produce daños en el hígado y en los riñones. Por eso, la acetanilida ha sido reemplazada en gran parte por fármacos menos tóxicos, en particular acetaminofén, que es un metabolito de la acetanilida y el uso del cual Axelrod y Brodie sugirieron en el mismo estudio.
En el siglo XIX, fue uno de los muchos compuestos usados como reveladores fotográficos experimentales.
También llamado acetilaminobenceno, acetanilina y antifebrina.

## Acción contaminante, persistencia y degradación
Las amidas se forman cuando un  ácido orgánico reemplaza un grupo -OH por un grupo NH2. Varios grupos radicales pueden ocupar las posiciones R1, R2 Y R3. Así, existen una amplia gama de herbicidas amida con una gran variedad de características; por ejemplo, las cloroacetamidas u otras amidas substituidas.[cita requerida]
En general, las amidas se aplican al suelo, y afectan a las semillas que están germinando o a las plántulas poco desarrolladas.[cita requerida]
Un tipo de amidas es el propanil, un herbicida foliar en el arroz para controlar las gramíneas.[cita requerida]
Otras amidas sustituidas, como la difenamida o napropamida, impiden el crecimiento radicular.[cita requerida]